# كريل مفلق
ايفوزي مفلق أو كريل مفلق (الاسم العلمي: Nematoscelis lobata) هو نوع من الحيوانات البحرية يتبع جنس ايفوزي خيطي القدم من فصيلة الايفوزية.